# Manuel Padilla, Jr.
Manuel Padilla, Jr. (* 13. Juli 1955 in Los Angeles, Kalifornien; † 29. Januar 2008 in Pomona, Kalifornien) war ein US-amerikanischer Schauspieler und Kinderdarsteller. 

## Leben
Manuel Padilla war von 1963 bis 1983 über einen Zeitraum von zwanzig Jahren im Film- und Fernsehgeschäft tätig und wirkte in mehr als dreißig Spielfilmen, Fernsehfilmen und Fernsehserien mit. Wegen der lateinamerikanischen Herkunft seiner Vorfahren und seiner entsprechend dunkleren Hautfarbe verkörperte er in vielen Rollen einen mexikanischen oder indianischen Jungen, wie zum Beispiel in den Westernserien Rauchende Colts und Bonanza. Bekannt wurde er einem breiten Publikum vor allem durch die Rolle des Waisenjungen Jai in der Fernsehserie Tarzan, die zwischen 1966 und 1968 produziert wurde. Padilla trat ebenfalls in zwei weiteren Tarzan-Spielfilmen auf: Tarzan und die goldene Stadt (1966) und Tarzan am großen Fluß (1967).
Im Januar 2008 verstarb Padilla unerwartet nach einem Auftritt bei der Grand National Roadster Show in Pomona (Kalifornien) im Alter von 52 Jahren. Nicht nur seine vier Kinder überlebten ihn, sondern auch seine Eltern.

## Filmografie (Auswahl)
- 1963: Die Strolche von Mexiko (Dime with a Halo)
- 1963: Stahlhagel (The Young and the Brave)
- 1964: Sieben gegen Chicago (Robin and the 7 Hoods)
- 1965: Schwarze Sporen (Black Spurs)
- 1966: Tarzan und die goldene Stadt (Tarzan and the Valley of Gold)
- 1966–1968: Tarzan (Fernsehserie, 50 Folgen)
- 1967: Tarzan am großen Fluß (Tarzan and the Great River)
- 1968–1971: Rauchende Colts (Gunsmoke; Fernsehserie, 4 Folgen)
- 1970: Ein Mann, den sie Pferd nannten (A Man called Horse)
- 1970: Die große weiße Hoffnung (The Great White Hope)
- 1971: Bonanza (Fernsehserie, 1 Folge)
- 1973: American Graffiti
- 1978: Cotton Candy (Fernsehfilm)
- 1979: The Party is over… Die Fortsetzung von American Graffiti (More American Graffiti)
- 1983: Scarface